# Марчевский, Марко
Марко Марчевский (Марков, Марко Маринов) (1 (13) октября 1898, с. Марча Габровского округа — 10 апреля 1962, София) — известный болгарский писатель, переводчик, выдающийся деятель культуры, автор множества произведений адресованных юношеству. Член болгарской коммунистической партии. Активный участник антифашистской борьбы.

## Биография
Марко Марчевский родился в бедной крестьянской семье в селе Марча близ Габрово. Окончил гимназию в г. Дряново. Выступал с сатирическими и юмористическими стихами. Публиковаться начал в 1918 году. В 1924 году издает прогрессивный литературный журнал «Пламък», в котором в первый раз печатается поэма Гео Милева «Септември». Полиция разбивает редакцию и М.Марчевский в 1925 году эмигрирует в Грецию, а оттуда в — Советский Союз. В 1926 году заочно осужден в Болгарии на 1 год тюрьмы и 3 года лишению гражданских прав. В 1925—1928 годах жил в Пензе и Кузнецке [publ.lib.ru/ARCHIVES/M/MARCHEVSKIY_Marko/_Marchevskiy_M..html] С 1929 г. по 1934 г. работает зам. гл.редактора болгарской секции в Международном издательстве в Харькове. Заочно заканчивает филологический факультет в университете и преподает историю болгарской литературы в институте журналистики им. Тараса Шевченко. Член украинского союза писателей. В годы эмиграции Марчевский разрабатывал социально-революционную тему (сборник рассказов «Бунт» (1930), «Окровавленная Огоста» — «Окървавената Огоста» (1932) и др.) и тему социалистического строительства в болгарских сёлах на территории СССР (сборник рассказов «На заработки» — «На гурбет» (1931).
Возвратившись в Болгарию (1934), Марчевский деятельно участвовал в общественной и литературной жизни, сотрудничал с прогрессивными периодическими изданиями. В это время издаёт книги «Утро над полями» и «Восемь лет в СССР».
В 1941 году был осужден за антифашистскую деятельность и отправлен в концлагерь Эникьой.
После победы 9 сентября 1944 года Марчевский полностью посвятил себя писательской и издательской работе. Доцент по русской классической и советской литературе в театральной академии в г. София. Председатель секции детской литературы в Союзе болгарских писателей. Написанные в это время произведения адресованы юношеству и посвящены антифашистской борьбе болгарского народа (повесть «Партийная тайна» (1948). Марчевский создал художественно убедительные образы героев-подростков, участников вооружённого сопротивления фашизму. Самый известный его роман «Остров Тамбукту».

## Творчество
Начал публиковаться в 1918 году.
Издает журнал «Пламък».
В 1930 году напечатан сборник рассказов «Бунт».
В 1955—1957 годах работал над своим самым известным романом «Остров Тамбукту».
Составил русско-болгарский словарь (1938).
В 1940 и 1946 годах опубликованы краткие энциклопедии — научно-философскую и литературную.
Выступал как пропагандист советской культуры, опубликовал книги репортажей об СССР в 1934 и 1935 годах.
Издал произведение под названием «Советские люди» — «Съветски хора» (1945).
Переводил произведения советских писателей.
Награждён Димитровской премии в 1950 году.

## Произведения Марко Марчевского
- Сборник рассказов «Бунт» (1930)
- «На заработки» («На гурбет») (1931)
- «Окровавленная Огоста» («Окървавената Огоста») (1932)
- «Советские люди» («Съветски хора») (1945)
- «Партийная тайна» (1948)
- «Синие скалы» («Сините скали») (1948)
- «Герои Белицы» («Героите на Белица»)(1950)
- «Митко Палаузов» (1951)
- «Остров Тамбукту» (1955—1957)
- «Таинственные огоньки» (1958)
- «Узники Диарбекирской тюрьмы» (1960)
- «Джакомо станет капитаном» (1961)